# Bughea de Jos
Bughea de Jos là một xã thuộc hạt Argeș, România. Dân số thời điểm năm 2002 là 3027 người.